# 茨塞吉 (亞利桑那州)
茨塞吉（英語：Tsegi）是位於美國亞利桑那州納瓦霍縣的一個非建制地區。該地的面積和人口皆未知。

## 地理
茨塞吉的座標為36°38′58″N 110°25′45″W / 36.64944°N 110.42917°W，而該地的平均海拔高度為1901米（即6237英尺）。